# Digital Playground
Digital Playground Inc. јест амерички порнографски студио са сједиштем у Бербанку (Калифорнија). Назива се једним од 5 највећих порнографских студија и Ројтерс га је 2006. године описао једним од свега неколико студија који доминирају америчком порнографском индустријом. Студио је међу првим да у порнографији користи нове технологије чим се појаве на тржишту.

## Историја
Режисер филмова за одрасле Joone основао је компанију 1993. године. Фокус компаније био је прављење рачунарских игара за одрасле на CD-ROM-у. Коментаришући прелаз порнографске индустрије с поприлично прикривене на општеприхваћену индустрију, Joone је изјавио: „Порнографску индустрију сматрам као што су људи сматрали Лас Вегас и коцкање 1970-их. Вегас је био у власништву мафије која је радила на том да не буде у власништву мале групе људи, већ у корпоративном власништву. Имам осјећај да ће се исто то десити с порнографском индустријом.” Компанија је постала иноватор лакшег приступа порнографији на личним рачунарима. Године 2003. Digital Playground почео је да сарађује с компанијом специјализованој за израду холограма како би „довели глумицу у дневни боравак сваког гледаоца”. Године 2005. студио је почео да снима у високој резолуцији. У јануару 2006. компанија је одлучила да усвоји формат Блу-реј умјесто HD DVD-а јер је оснивач сматрао да су Блу-реј дискови окренути будућности. Првобитно је имала потешкоћа с проналажењем компаније која би им израдила филмове у формату Блу-реј првенствено зато што већина компанија није била вољна да сарађује с порно индустријом.
Digital Playground назван је „пиониром” тродимензионалне и високо резолуцијске технологије у порно индустрији. Бивша извршна директорка Саманта Луис, која је режирала неке од ДП-ових филмова, изјавила је да „многе технолошке марке [тј. брендови] користе [или су користили] индустрију за одрасле [а поготово ДП] за тестирање нових маркета” због „саме распрострањености [порно] индустрије”.
У марту 2012. године студио је купила компанија Manwin.

## Режисери
Продукцијску екипу предводе режисер Роби Д. и продуцент/режисер Joone. Потоњи је режирао серијал Virtual Sex.

## Филмографија
Најпознатији филмови Digital Playground-а су:
- Серијал Jack's Playground (2003—2008)
- [1] (2005)
- (2007)
- (2008)
- (2008)

## Награде

### Студијске награде
- Награда „Ексбиз” — Најбољи студио 2006.[9]
- Награда „Ексбиз” — Најбољи студио 2007.[9]
- Награда „Ексбиз” — Најбољи студио 2009.[9]
- Награда „Ексбиз” — Најбољи студио 2011.[9]
- Номинација за награду „Ексбиз” — Најбољи студио 2013.[10]

### Појединачне награде и признања
- Номинација за награду „Ексбиз” (2013) — Роби Д. за „режисера године — опус”, „режисер године — дугометражни филм” за Nurses 2 и „режисер године — краткометражни филм” за Bad Girls 7.[10]